# Willow Creek (Alaska)
Willow Creek es un lugar designado por el censo (en inglés, census-designated place, CDP) situado en el área censal de Copper River, en Alaska, Estados Unidos. Según el censo de 2020, tiene una población de 190 habitantes.

## Geografía
La localidad está ubicada en las coordenadas 61°49′49″N 145°11′55″O / 61.83028, -145.19861 (61.830234, -145.198597). Según la Oficina del Censo, tiene una superficie total de 98.18 km², de los cuales 95.96 km² corresponden a tierra firme y 2.22 km² están cubiertos de agua.

## Demografía
Según el censo de 2020, hay 190 personas residiendo en la localidad. La densidad de población es de 1.98 hab./km². El 72.63% de los habitantes sonblancos, el 0.53% es afroamericano, el 10.00% son nativos de Alaska y el 16.84% son de una mezcla de razas. Del total de la población, el 1.58% son hispanos o latinos de cualquier raza.